# Karinë
Karinë là một xã trong quận Peqin thuộc hạt Elbasan, Albania. Dân số năm 2005 là 1895 người.